# 32053 Demetrimaxim
32053 Demetrimaxim è un asteroide della fascia principale. Scoperto nel 2000, presenta un'orbita caratterizzata da un semiasse maggiore pari a 2,2149122 UA e da un'eccentricità di 0,1788291, inclinata di 4,06555° rispetto all'eclittica.